# Félix de Séville
Pour les articles homonymes, voir Félix de Séville (homonymie), Félix et Saint Félix.
Félix de Séville ou Félix de Tolède (Félix de Toledo en espagnol), est un évêque de Séville de la fin du VIIe siècle.
En 693, à la demande du roi wisigoth Égica, il remplace l'archevêque Sisbert qui avait participé à un complot contre le roi, soutenant le noble rebelle Sunifred. 
Félix, devenu archevêque de la capitale royale, Tolède, vers l'an 700. Gondéric lui succède.